# Ёль (приток Выми)
Ёль — река в России, протекает в Республике Коми. Устье реки находится в 102 км по правому берегу Выми. Длина реки — 13 км.

## Данные водного реестра
По данным государственного водного реестра России относится к Двинско-Печорскому бассейновому округу, водохозяйственный участок реки — Вычегда от города Сыктывкар и до устья, речной подбассейн реки — Вычегда. Речной бассейн реки — Северная Двина.
Код объекта в государственном водном реестре — 03020200212103000022507.

### Карты
- Лист карты P-39-IX,X Тракт. Масштаб: 1 : 200 000. Указать дату выпуска/состояния местности.